# Flags of Our Fathers (filme)
Flags of Our Fathers (prt: As Bandeiras dos Nossos Pais, ou Flags of Our Fathers - As Bandeiras dos Nossos Pais; bra: A Conquista da Honra) é um filme norte-americano de 2006, dos gêneros drama histórico, guerra e ação, dirigido por Clint Eastwood, com roteiro de William Broyles Jr. e Paul Haggis baseado no livro homônimo de James Bradley (escrito com Ron Powers).
Eastwood também realizaria um filme complementar, mostrando os mesmos eventos porém sob a perspectiva japonesa, intitulado Letters from Iwo Jima, lançado dois meses depois.

## Sinopse
O filme é sobre a Batalha de Iwo Jima e conta a história de como os três alçadores da bandeira foram usados como instrumentos de propaganda pelo governo dos Estados Unidos para levantar o moral do povo americano e angariar dinheiro para o esforço de guerra. Também mostra os efeitos da guerra nos veteranos e como eles sofreram com as memórias do conflito pelo resto de suas vidas.
O filme ainda relata o drama vivido pelo soldado "Ira" interpretado pelo ator Adam Beach que é agraciado e tratado como herói, sem na verdade se sentir merecedor.